# Куценко Андрій Сергійович
Андрій Сергійович Куценко (нар. 30 травня 1979, Куп'янськ, Харківська область УРСР — пом. 2 жовтня 2007, Високе, Охтирський район, Харківська область Україна) — український футболіст, півзахисник.

## Життєпис
Вихованець куп'янського футболу. У 1995 році виступав в аматорському чемпіонаті за «Металург» з Куп'янська. У 1996 році потрапив у харківський «Металіст». Пізніше виступав за куп'янський «Оскіл». З 2000 року по 2003 рік виступав за харківський «Арсенал». Взимку 2003 року перейшов в охтирський «Нафтовик-Укрнафту». У команді дебютував 19 березня 2003 року в матчі проти київського ЦСКА-2 (0:0). Напередодні початку сезону 2006/07 років перейшов у вищоліговий ФК «Харків». 23 липня 2006 року дебютував у Вищій лізі в поєдинку з луганською «Зорею» (2:2). Після цього знову грав за «Нафтовик». Всього за «нафтовиків» провів 122 матчі й забив 16 м'ячів.
2 жовтня 2007 року загинув в автомобільній катастрофі разом з дружиною близько години ночі на автотрасі Харків — Суми поблизу села Високе.

## Досягнення
- Перша ліга чемпіонату України
  -  Чемпіон (1): 2006/07
  -  Бронзовий призер (1): 2003/04

- Друга ліга чемпіонату України
  -  Срібний призер (1): 2001/02

- Майстер спорту України: 2007